# Giuli (cognome)
Giuli è un cognome di lingua italiana.

## Varianti
De Giuli, De Giulio, De Iuli, De Iuliis, De Iulio, De Iulis, De Juliis, De Julis, Degiuli, Di Giuli, Di Giulio, Di Iulio, Digiuli, Giuliacci, Giulietti, Giulini, Giulino, Giulio, Giulione, Giulioni, Giuliotti, Iulini, Iulio, Iuliucci, Juli.

## Origine e diffusione
Cognome tipicamente centritaliano, è presente prevalentemente nel romano e nel reatino, con ceppi anche in Umbria e Marche.
Potrebbe derivare dal nome della gens Giulia, un'antica gens romana.
In Italia conta circa 379 presenze.
La variante Giuliotti è toscana; Giulino e Giulini sono molto rari, rispettivamente crotonese e lombardo, pesarese e romano; De Iuliis e De Iulis sono tipicamente abruzzesi e pugliesi; De Iulio è napoletano.

## Persone
- Alessandro Giuli – giornalista italiano
- Domenico Giuli – politico italiano
- Luigia Giuli Vaccolini – artista italiana